# Europäisches Olympisches Winter-Jugendfestival 2025/Shorttrack
Beim Europäischen Olympischen Winter-Jugendfestival 2025 wurden sieben Wettbewerbe im Shorttrack ausgetragen. Ausgetragen wurden die Wettkämpfe in der Batumi Ice Arena.

## Bilanz

### Medaillenspiegel
| Platz  | Land        | Gold | Silber | Bronze | Gesamt |
| ------ | ----------- | ---- | ------ | ------ | ------ |
| 1      | Frankreich  | 2    | 2      | 1      | 5      |
| 2      | Italien     | 2    | 2      | –      | 4      |
| 3      | Ungarn      | 1    | 1      | 2      | 4      |
| 4      | Ukraine     | 1    | –      | 2      | 3      |
| 5      | Niederlande | 1    | –      | –      | 1      |
| 6      | Polen       | –    | 2      | –      | 2      |
| 7      | Türkei      | –    | –      | 2      | 2      |
| Gesamt | Gesamt      | 7    | 7      | 7      | 21     |

### Medaillengewinner
| Disziplin            | Gold                                                                   | Silber                                                                 | Bronze                                                             |
| -------------------- | ---------------------------------------------------------------------- | ---------------------------------------------------------------------- | ------------------------------------------------------------------ |
| Jungen               |                                                                        |                                                                        |                                                                    |
| 500 m                | Filippo Pezzoni                                                        | Franciszek Izbicki                                                     | Mihály Árendás                                                     |
| 1000 m               | Filippo Pezzoni                                                        | Alessandro Picco                                                       | Berat Efe Dal                                                      |
| 1500 m               | Jesper Schmitz                                                         | Filippo Pezzoni                                                        | Elio Calanca                                                       |
| Mädchen              |                                                                        |                                                                        |                                                                    |
| 500 m                | Isra Gharsallaoui                                                      | Natasa Molnár                                                          | Marija Chochelko                                                   |
| 1000 m               | Marija Chochelko                                                       | Lisa Ngo Nouaha                                                        | Natasa Molnar                                                      |
| 1500 m               | Lisa Ngo Nouaha                                                        | Daria Daszuta                                                          | Marija Chochelko                                                   |
| Mixed                |                                                                        |                                                                        |                                                                    |
| 2000 m Mixed Staffel | UngarnFlóra Kiss-Gebora Natasa Molnár Mihály Árendás Bence Benedek Kun | FrankreichLisa Ngo Mouaha Isra Gharsallaoui Elio Calanca Nathan Muller | TürkeiNisanur Fidan Derya Karadağ Berat Efe Dal Yusuf Miraç Uludağ |